# The Bronx Is Burning
The Bronx Is Burning es una miniserie dramática transmitida por ESPN en 2007. Consiste en ocho episodios y es una adaptación del libro Ladies and Gentlemen, the Bronx Is Burning de Jonathan Mahler. El libro narra los conflictos relacionados al equipo de baseball New York Yankees en la temporada de 1977 y el conflicto de Billy Martin y Reggie Jackson bajo la directiva de George Steinbrenner.
La serie fue creada y dirigida por Jeremiah Chechik y protagonizada por John Turturro, Oliver Platt y Daniel Sunjata. La serie fue producida por ESPN Original Entertainment junto a Tollin/Robbins Productions. El rodaje comenzó el 18 de septiembre de 2006 en Connecticut y Nueva York. El estreno de la serie en 2007 marcó el aniversario número 30 de la victoria de los Yankees en la Serie Mundial de 1977, la primera bajo la directiva de Steinbrenner.
The Bronx Is Burning recibió críticas positivas en su mayoría y candidaturas a varios galardones, incluyendo una nominación a los Premios Primetime Emmy —en la categoría mejor casting en una miniserie, telefilme o especial— y dos nominaciones para los Premios del Sindicato de Actores —para Turturro y Platt en la categoría mejor actor de televisión - miniserie o telefilme.

## Argumento
La super estrella de los Yankees Reggie Jackson (Daniel Sunjata) y el entrenador Billy Martin (John Turturro) están trancados en un conflicto permanente. Jackson era un complemento perfecto para el energético Martin, el héroe de la clase trabajadora blanca neoyorquina y reminiscente de un pasado menos complicado para el equipo y la ciudad. Al mismo tiempo, el dueño George Steinbrenner (Oliver Platt) llevaba el mando al estilo General Patton intentando mantener su promesa hacia el público de conseguir el título de la Serie Mundial. La serie también desarrolla subtramas relacionadas con la búsqueda del asesino en serie David Berkowitz ("El hijo de Sam") por parte del Departamento de Policía de Nueva York y el apagón de Nueva York y el resultante saqueo en julio, mientras que la ciudad estaba en quiebra y período de inactividad. Otra subtrama se centra en las elecciones municipales de Nueva York de 1977 protagonizadas por el entonces alcalde Abraham Beame, la exdiputada Bella Abzug, el futuro gobernador Mario Cuomo y el diputado Ed Koch.

## Reparto
- John Turturro como Billy Martin, entrenador de los Yankees.
- Daniel Sunjata como Reggie Jackson, jardinero de los Yankees.
- Oliver Platt como George Steinbrenner, dueño de los Yankees.
- Kevin Conway como Gabe Paul, presidente de los Yankees.
- Daryl Blonder como Ray Negron, batboy de los Yankees
- Rob Lavin como Ken Holtzman, lanzador de los Yankees.
- Erik Jensen como Thurman Munson, receptor de los Yankees.
- Loren Dean como Fran Healy, receptor de reserva de los Yankees.
- Seth Gilliam como Paul Blair, jardinero de los Yankees.
- Joe Grifasi como Yogi Berra, entrenador de banca de los Yankees.
- Mather Zickel como Lou Piniella, jardinero de los Yankees.
- Alex Cranmer como Graig Nettles, tercera base de los Yankees.
- Evan Hart como Bucky Dent, campocorto de los Yankees.
- Dock Pollard como Willie Randolph. segunda base de los Yankees.
- Lou Provenzano como Ron Guidry, lanzador de los Yankees.
- Darby Brown como Cliff Johnson, bateador designado de los Yankees.
- Jason Kosow como Jim "Catfish" Hunter, lanzador de los Yankees.
- Max Casella como Dick Howser, entrenador de tercera base de los Yankees.
- Leonard Robinson como Mickey Rivers, jardinero de los Yankees.
- Christopher McDonald como Joe DiMaggio, famoso exjugador de los Yankees.
- Tom Wiggin como Whitey Ford, famoso exjugador de los Yankees.
- Robert Ward como él mismo.
- Alan Ruck como Steve Jacobson, periodista.
- Josh Pais como Phil Pepe, periodista.
- Dan Lauria como el capitán Joseph Borelli.
- Nestor Serrano como el detective Kavanaugh.
- Stephen Lang como el inspector Timothy Dowd.
- John Mahoney como periodista.
- Casey Siemaszko como el detective Welker.
- Josiah Schlatter como invitado a la sede del club.
- Michael Rispoli como Jimmy Breslin, columnista del periódico.
- Paul Marini como David Berkowitz, asesino en serie.
- Emily Wickersham como Suzy Steinbrenner.
- Jason Giambi como conductor del taxi.